# James B. McCreary
James B. McCreary (Richmond, 1838. július 8. – Richmond, 1918. október 8. vagy 1918. október 18.) az Amerikai Egyesült Államok szenátora (Kentucky, 1903–1909).